# DIY-1
DIY-1, auch genannt Arduiqube, DIY-OSCAR 111 oder DO-111, ist ein argentinischer Amateurfunksatellit.

## Aufbau
DIY-1 ist ein PocketQube mit 50 mm Kantenlänge. Ziel seiner Mission ist es, einen Wiedereintrittsmechanismus zu testen und Baugruppen zur Verwendung im Weltraum zu verifizieren. DO-111 sendet mit einer Telemetrie-Bake auf 437,125 MHz in RTTY (100 Bd 7N2) und CW (15 WpM) mit drei verschiedenen Leistungsstufen (25/50/100 mW). Als Antenne wird ein Dipol verwendet. Weiterhin verfügt der Satellit über einen CW-Autotransponder (ROBOT), wie er bei den sowjetischen Amateurfunksatelliten RS-5, RS-7 und RS-10/11 verwendet wurde.

## Mission
Der Satellit wurde am 22. März 2021 um 06:07 UTC mit einer Sojus-2.1a/Fregat gestartet. Dieser Start brachte insgesamt 38 Satelliten in drei verschiedene Orbits. Der Pico-Satellit DIY-1 wurde als Nutzlast des Mikrosatelliten UniSat-7 am 22. März 2021 zwischen 11:55 und 11:58 UTC gemeinsam mit SMOG-1 und STECCO ausgesetzt.
Dem Satelliten wurde die OSCAR-Nummer 111 zugewiesen.

## Frequenzen
- Telemetrie Downlink: 437,125 MHz (USB/CW)